# Ramtane Lamamra
Ramtane Lamamra (en arabe : رمطان لعمامرة, en berbère : Ṛamṭan Laɛmamṛa), né le 15 juin 1952 à Amizour, en Algérie, est un diplomate, homme politique algérien et un haut fonctionnaire de l'Union africaine et des Nations unies. 
Fort d'une longue carrière diplomatique, il occupe dans un premier temps les fonctions d'ambassadeur dans plusieurs pays et organisations internationales, représentant notamment l'Algérie aux Nations unies à New York de 1993 à 1996 et commissaire à la paix et à la sécurité de l'Union africaine de 2008 à 2013.  
Le 7 juillet 2021, il occupe le poste de ministre des Affaires étrangères et de la Communauté nationale établie à l'étranger, ayant déjà occupé cette fonction de 2013 à 2017 ainsi que brièvement en 2019. Il est limogé le 16 mars 2023.

## Jeunesse et formation
Ramtane Lamamra grandit à Amizour, dans l'actuelle wilaya de Béjaïa, en Kabylie. Il étudie au lycée de Béjaïa. Il se passionne pour les relations internationales et la diplomatie, découpant les discours d'Abdelaziz Bouteflika paraissant dans El Moudjahid.
Ramtane Lamamra intègre la section diplomatique de l'École nationale d'administration (ENA) d'Alger, de laquelle il sort major de promotion.

## Carrière diplomatique
À l'âge de 23 ans, Ramtane Lamamra effectue un stage au sein de l'ambassade d'Algérie en Russie en 1975, sous la direction de Redha Malek. L'année suivante, il intègre le ministère des Affaires étrangères notamment à la direction Afrique. Il devient l'un des proches collaborateurs du ministre des Affaires étrangères Ahmed Taleb Ibrahimi.
En 1989, il est nommé ambassadeur auprès de l'Éthiopie et Djibouti et occupe ce poste jusqu'en 1991. Il est alors accrédité auprès de l'Organisation de l'unité africaine (OUA) et de la Commission économique de l'ONU pour l'Afrique (CEA). L'année suivante, il représente l'Algérie auprès de l'Autriche jusqu'en 1993 et de l'Agence internationale de l'énergie atomique (AIEA) et de l'Onudi. De 1996 à 1999, il est l'ambasseur de l'Algérie auprès des États-Unis à Washington. Enfin, de 2005 à 2006, il prend la tête de l'ambassade algérienne à Lisbonne.
Ramtane Lamamra est le chef de la représentation permanente de l'Algérie aux Nations unies à New York de 1993 à 1996.
Spécialiste de l'Afrique, il a participé à plusieurs opérations de médiation, notamment dans la crise entre le Mali et le Burkina Faso en 1985 et dans le différend frontalier entre le Tchad et la Libye. Il a aussi activement participé au règlement de beaucoup de conflits, comme celui du Liberia, en sa qualité d’envoyé spécial de l'Union africaine entre 2003 et 2007. Il a été nommé deux fois (en 2008 et 2013) commissaire pour la paix et la sécurité de l'Union africaine, son dernier poste avant d'être nommé ministre des Affaires étrangères.
Il est au Liberia en 2003 sous la casquette d'envoyé spécial de l'Union africaine. Il revient une nouvelle fois au pays en 2004 pour servir d'ambassadeur conseiller au MAE. La même année il est dépêché au Portugal en qualité d'ambassadeur avant de revenir une année après aux Affaires étrangères, cette fois en tant que secrétaire général. Ramtane Lamamra est nommé commissaire de l'Union africaine à la paix et à la sécurité du 28 avril 2008 au 11 septembre 2013. Il est par la suite nommé à la tête du ministère des Affaires étrangères.
Le 16 septembre 2017, il est nommé membre du Haut-Comité consultatif de l'ONU chargé de la médiation internationale. Puis en octobre 2017, il nommé en tant que Haut-représentant de l'Union africaine.
En avril 2020, il est pressenti pour prendre la succession de Ghassan Salamé à la tête de la mission spéciale des Nations unies en Libye. Cependant à la suite des demandes de l'Égypte et des Émirats arabes unis, il est considéré trop proche du gouvernement de Tripoli, son nom n'est pas retenu par les États-Unis.
En novembre 2023, Lamamra est désigné par António Guterres comme envoyé personnel du secrétaire général de l’ONU au Soudan, en remplacement de l'allemand Volker Perthes.

## Parcours politique
Il était nommé  secrétaire général du ministère des Affaires étrangères en 2005 avant qu'il devienne le ministre algérien des Affaires étrangères du 11 septembre 2013 au 25 mai 2017.
Le 11 mars 2019, à la suite de la création par décret du président Abdelaziz Bouteflika de la fonction de vice-Premier ministre, puis de la nomination de Noureddine Bedoui comme Premier ministre, Ramtane Lamamra est nommé vice-Premier ministre de ce dernier, en plus de devenir ministre des Affaires étrangères. Dans le contexte des manifestations et de crise politique que connaît l'Algerie depuis février 2019, l'Hirak, il est finalement remplacé à son poste le 31 mars par Sabri Boukadoum,.
Il retrouve son portefeuille de ministre algérien des Affaires étrangères en juillet 2021. Il remplace alors Sabri Boukadoum.
Le 12 novembre 2021, il représente l'Algérie, plus précisément le président Abdelmadjid Tebboune, à la conférence internationale pour la Libye qui se déroule à Paris. 
Le 16 mars 2023, quelques jours après avoir remis sa démission, Ramtane Lamamra est limogé du poste de ministre des Affaires étrangères lors d'un remaniement ministériel qui a vu la nomination d'Ahmed Attaf à ce poste. 

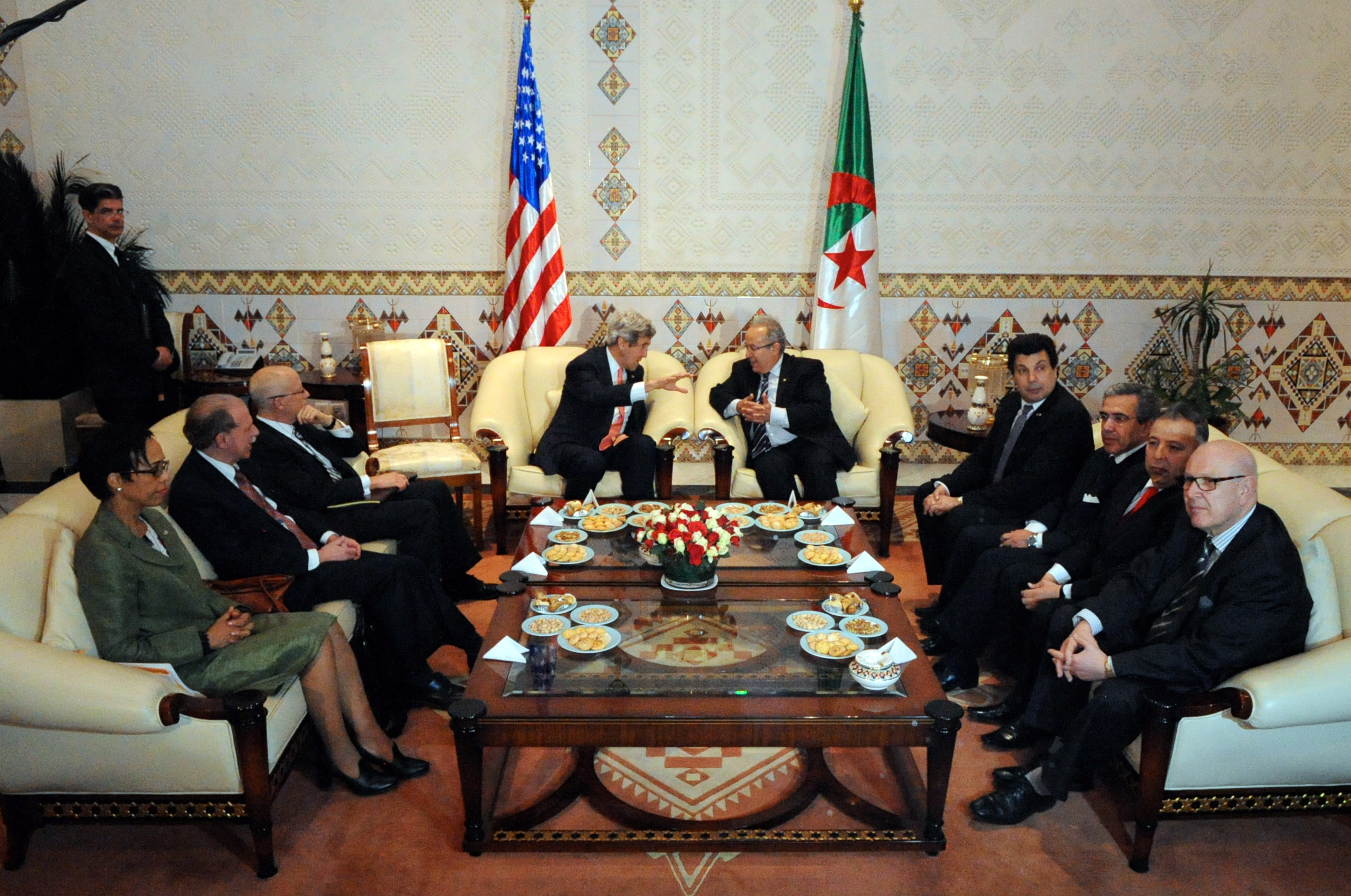
Ramtane Lamamra avec John Kerry, secrétaire d'État des États-Unis à Alger, le 12 avril 2014.

## Autres fonctions
Il est nommé le 1er juillet 2018 en qualité de membre du Conseil d'administration de l'ONG International Crisis Group (ICG). Il rejoint le conseil d'administration de l'Institut international de recherche sur la paix de Stockholm (SIPRI) en avril 2020.

## Carrière

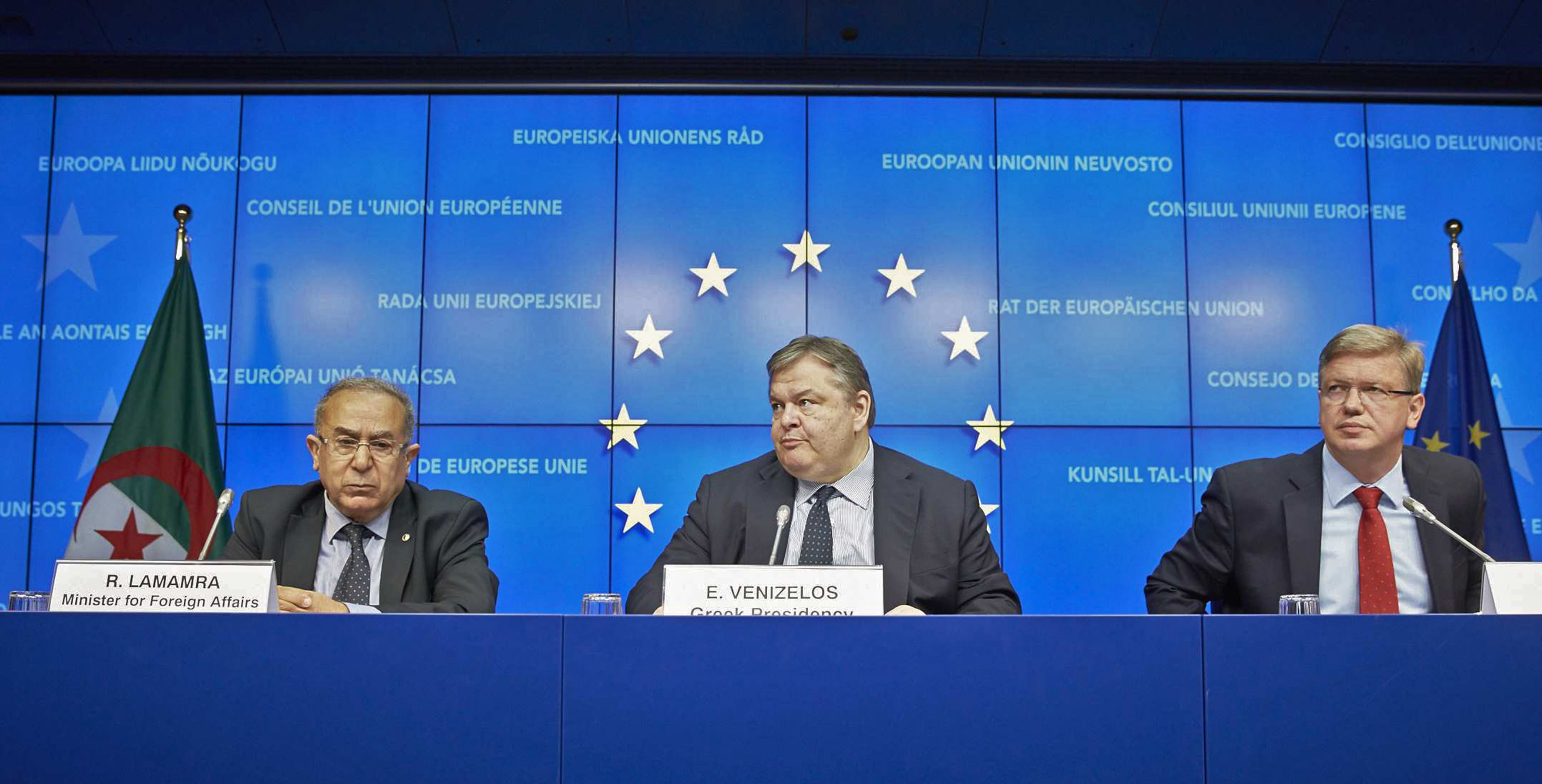
Ramtane Lamamra avec Evángelos Venizélos et Štefan Füle
en marge du Conseil d'association UE-Algérie (12 mai 2014).

- 1976-1979 : service de la presse - présidence
- 1980-1985 : directeur de cellule d'information (MAE)
- 1986-1989 : directeur presse et information du ministère des Affaires étrangères
- 1989-1991 : ambassadeur en Éthiopie et Djibouti et représentant permanent auprès de l'OUA et la Commission économique pour l'Afrique
- 1992-1993 : ambassadeur en Autriche, auprès de l'AIEA et l'ONUDI
- 1993-1996 : représentant permanent de l'Algérie auprès de l'ONU
- 1996-1999 : ambassadeur aux États-Unis
- 2003 : envoyé spécial de l'Union africaine au Liberia
- Jusqu'en 2004 : ambassadeur conseiller au ministère des Affaires étrangères
- 2004-2005 : ambassadeur au Portugal
- 2005-2007 : secrétaire général du ministère des Affaires étrangères
- 2008-2013 : commissaire Paix et sécurité de l'Union africaine
- 2013-2015 : ministre des Affaires étrangères
- 2015-2017 : ministre d'État, ministre des Affaires étrangères et de la Coopération internationale
- mars-avril 2019 : vice-Premier ministre, ministre des Affaires étrangères
- 2021-2023 : ministre des Affaires étrangères et de la Communauté nationale à l'étranger
- 2023-     : envoyé spécial de l’ONU au Soudan

## Distinctions
- Grand-croix de l'ordre du Libérateur San Martín ( Argentine, 2017)[25].
- Commandeur de l'ordre national du Niger ( Niger, 2013)[26].
- Commandeur de l'ordre du Mérite ( Portugal, 2005)[27].